# Cmentarz choleryczny w Turku
Cmentarz choleryczny w Turku – cmentarz choleryczny w Turku. Założony w 1831 roku i czynny do 1893 roku.

## Historia
Cmentarz powstał w wyniku epidemii cholery, która wybuchła w Turku w 1831 roku, podczas powstania listopadowego. Cmentarz ulokowano z dala od zabudowań, w pobliżu lasu. Znajduje się na północ cmentarza żydowskiego, przy obecnej ulicy Jacka Kaczmarskiego. 
Chowano na nim także ofiary epidemii w 1852, 1855, 1866, 1873 i 1893 roku. Ofiary epidemii chowane były w zbiorowych mogiłach. Ostatnie pochówki miały miejsce w 1893 roku, następnie cmentarz nie był użytkowany. Cmentarz był ogrodzony i oznaczony krzyżem, utrwalił się także zwyczaj organizacji procesji religijnych na cmentarz w pierwszą niedzielę po święcie Przemienienia Pańskiego. 
Podczas II wojny światowej, w 1941 roku, cmentarz został zdewastowany przez okupantów. W 1945 roku na terenie cmentarza ponownie ustawiono krzyż, władze komunistyczne zakazały jednak organizacji procesji na cmentarz. Na cmentarzu funkcjonowało następnie wysypisko śmieci. Nowy krzyż na terenie cmentarza wzniesiono w 1954 roku.
W 1998 roku teren cmentarza uporządkowano i odsłonięto na nim głaz z tablicą pamiątkową. W 2004 roku teren cmentarza został ogrodzony.